# Thierry Giamarchi
Thierry Giamarchi, né en 1963 est un physicien français.

## Biographie
Thierry Giamarchi fait ses études à Toulouse et Marseille et après des classes préparatoires au Lycée Thiers devient étudiant à l’École Normale Supérieure (1982). Il passe sa thèse sous la direction de H.J. Schulz à L’Université Paris-Sud (maintenant Paris-Saclay) en 1987. 
Il est chercheur permanent du CNRS depuis 1986, et pendant la période 1990-1992 a effectué un séjour postdoctoral aux Bell Laboratories (USA).  En 2002 il est devenu professeur ordinaire (full professor) à l’Université de Genève dans le département de Physique de la Matière quantique (DQMP) et a assuré la direction de ce département de 2013 à 2019. Il est actuellement vice-président (depuis 2017) d’une association suisse sur les matériaux aux propriétés électroniques remarquables (MaNEP).
En plus de ses activités de recherche il a assuré plusieurs activités administratives telles que la direction du département de Physique de la Matière Quantique (DQMP) (2013-2019), membre de la commission de Recherche de l’Université de Genève (2018-2020), membre du Comité National du CNRS pour la physique théorique (2000-2002), du comité scientifique de l’École de Physique des Houches (2007-2016) ou membre du conseil scientifique du Commissariat à l’Énergie Atomique (CEA) (2015-2018).
Il est depuis 2013 membre de l’Académie des sciences (France) et Fellow de l’American Physical Society.

## Recherches
Ses travaux de recherche ont porté sur les effets des interactions dans les systèmes quantiques de basse dimension, ainsi que sur les effets combinés du désordre et des interactions tant dans les systèmes classiques que quantiques. Ces travaux ont conduit à la découverte de nouvelles phases désordonnées telles que le verre de Bose et le verre de Bragg. 
Pour les systèmes quantiques ses travaux ont porté sur les effets des interactions dans des structures quantiques uni- ou quasi-unidimensionnelles, connues sous le nom de liquides de Tomonaga-Luttinger. Il a en particulier étudié comment de tels effets pouvaient se manifester dans des systèmes tels que les supraconducteurs organiques ou des chaines de spins quantiques couplées,.
Il a également montré que de tels systèmes avaient des propriétés que l’on associe normalement à des systèmes itinérants, comme la condensation de Bose-Einstein, et donc pouvaient être utilisée comme simulateurs quantiques pour de tels systèmes. Cette physique des liquides de Tomonaga-Luttinger est pertinente non seulement en matière condensée mais également pour les systèmes d’atomes ultra-froids.
En présence de désordre il a étudié, en collaboration avec H.J. Schulz, les effets combinés du désordre et des interactions sur des bosons ou des fermions en interaction à une dimension et montré que les interactions modifiaient de façon importante les effets du désordre. En particulier pour les bosons cette combinaison des interactions et du désordre conduit à une transition entre un superfluide et une phase localisée de bosons connue sous le nom de verre de Bose. Cette phase est actuellement intensivement étudiée dans le cadre des atomes ultra-froids. 
Pour les systèmes classiques il a montré, en collaboration avec P. Le Doussal, que les effets de désordre sur des structures élastiques périodiques, telles que le réseau de vortex d’Abrikosov dans un supraconducteur, conduisait à une nouvelle phase vitreuse de la matière possédant en apparence l’aspect d’un solide (le verre de Bragg), phase qui a pu être mise en évidence par diffraction de neutrons. Ces travaux ainsi que l’étude de la dynamique de tels systèmes,  sont également directement pertinents pour les propriétés de matériaux utiles pour le stockage de l’information tels que les films magnétiques et les ferroélectriques.

## Distinctions
- 2000: Prix Abragam prize de l'Académie des sciences
- 2013: Membre de l'Académie des sciences
- 2013: Fellow de l'American Physical Society